# Onirologie
Onirologia este studiul științific al mecanismului și conținutului viselor. Cercetările curente încearcă să identifice corelația dintre vis și cunoștințele actuale legate de funcțiile creierului, precum și modul în care creierul funcționează în timpul visului, în special legat de formarea memoriei și a disfuncțiilor mintale. Studiul onirologiei este diferit de analiza viselor, scopul acesteia fiind de a analiza cantitativ procesul viselor în loc de a analiza semnificația lor.

## Istorie
În secolul al 19-lea cei doi promovatori ai acestei științe erau sinologii francezi Marquis d'Hervey de Saint Denys și Alfred Maury. Un moment important al dezvoltării acestei arii de studiu este in 1952, când Nathaniel Kleitman și studentul său Eugene Aserinsky au descoperit cicluri regulate. Un experiment ulterior efectuat de Kleitmant împreună cu William C. Dement, un alt student la medicină, au demonstrat o anume perioadă a somnului în care activitatea electrică a creierului, măsurată cu ajutorul unui electroencefalograf, este foarte asemănătoare cu activitatea din stare de veghe, în care ochii se mișcă activi. Acest tip de somn este cunoscut sub numele de somn REM (Rapid Eye Movements - Mișcări Oculare Rapide), iar experimentul lui Kleitman și Dement a aratat o corelație de .80 între somnul REM și a visa.
Confirmarea independentă și aproape independentă a viselor lucide de către Stephen LaBerge de la Universitatea Stanford și Keith Hearne a încurajat experimentele ulterioare și dezvoltarea acestui domeniu.

## Domeniul de studiu
Cercetarea asupra viselor se axează pe explorarea mecanismelor visului, influențele care acționează asupra visului și a dereglărilor legate de a visa. Studiul onirologiei se suprapune peste neurologie și variază de la cunatificarea viselor, la analizarea undelor cerebrale din timpul viselor și la studierea efectelor medicamentelor și neurotransmițătorilor asupra somnului și a viselor. Deși există păreri contradictorii asupra scopului și originii viselor, studierea viselor ca o funcție a activității cerebrale ar putea aduce beneficii importante. Spre exemplu, cunoașterea adunată în acest domeniu ar putea ajuta în tratamentul diverselor tipuri de boli mentale.

## Mecanismele viselor
Visele apar în principal în timpul somnului REM și scănările cerebrale au arătat o activitate pronunțată a sistemului limbic și a amygdala în această perioadă. Cercetările curente au demontat mitul conform căruia visele apar doar în timpul somnului REM, și s-a demonstrat că visele din timpul somnului NREM (fără mișcare oculară rapidă) și cele din timpul somnului REM diferă calitativ și cantitativ, fapt care sugerează că mecanismele care le controlează pe fiecare sunt diferite.
În timpul somnului REM, cercetătorii au o teorie conform căreia creierul trece printr-un proces cunoscut sub numele de reîmpospătrare a eficienței sinaptice. Acest lucru poate fi observat, undele cerebrale activându-se în timpul somnului, în cicluri lente de aproximativ 14Hz, și se consideră că acest lucru servește la consolidarea memoriilor recente și întărirea memoriile vechi. În acest tip de stimulare, visul apare ca un efect secundar.

## Definițiile visului
Definițiile visului folosită în cercetarea cantitativă este definită prin patru componente de bază:
1) O formă de gândire ce se produce cu o coordonare minimă din partea creierului, stimulii externi sunt blocați și partea creierului care se recunoaște pe sine nu este activă.
2) O formă de experiență pe care credeam că o experimentăm prin simțuri.
3) Ceva memorabil.
4) Are o interpretare a experienței prin sine.
Pe scurt, un vis, așa cum este definit de Bill Domhoff și Adam Schneider este „un raport al unei memorii ale unei experiențe cognitive care are loc în genul de condiții care sunt cel mai frecvent produse într-o stare numită „somn””.